# Mark Kolthoff
Mark Kolthoff (Amsterdam, 21 januari 1901 - Laren, 25 februari 1993) was een Nederlands kunstenaar en fotograaf en docent aan het Instituut voor Kunstnijverheidsonderwijs (later Rietveld Academie). Hij was de vader van politicus Kees Kolthoff.

## Opleiding
Kolthoff werd geboren in Amsterdam, als zoon van E. Kolthoff, procuratiehouder van De Bijenkorf en van F. Kolthoff-Van Oss. Vanaf 1913 volgde hij een opleiding aan de Handelsschool in Amsterdam en na voltooiing ging hij op een kantoor werken. Hij verkoos echter een loopbaan als kunstschilder, zegde zijn baan op en ging in Apeldoorn in de leer bij Pieter Puype die studenten voorbereidde op het toelatingsexamen van de kunstacademie. In 1924 startte Kolthoff zijn opleiding aan de Rijksakademie van Beeldende Kunsten in Amsterdam, die hij in 1929 voltooide.

## Carrière

### Schilderkunst en fotografie
Na het voltooien van zijn opleiding werd Kolthoff lid van de kunstenaarsvereniging De Onafhankelijken. Zijn werk werd tentoongesteld op exposities van de vereniging in het Stedelijk Museum. 
Dankzij de bevriende Han Pieck, die een reclamebureau had en van wie Kolthoff reclame-opdrachten kreeg, kwam Kolthoff in aanraking met fotografie en film. Via Pieck raakte hij ook betrokken bij de Internationale Rode Hulp en de VVVC, de 'Vereeniging Voor Volks Cultuur', en ontmoette hij de cineast Joris Ivens die hem in 1929 vroeg diens assistent te worden. Kolthoff werkte aan meerdere films mee.  Aanvankelijk maakte hij vooral stills en documentatieopnamen, maar in de daarop volgende jaren was hij steeds meer met fotografie bezig.
In 1929 trouwde Kolthoff met Hetty Wolf, zus van fotograaf en cineast Hans Wolf.

### VVVC en de Vereeniging van Arbeiders-Fotografen
Kolthoff bracht, met medewerking van Ivens en gebruikmakend van diens camera's, in 1930 de film Breken en Bouwen uit, in het kader van de VVVC. De film, die ook wel bekend staat als De Tribune, heeft als onderwerp de verbouwing van het pand waar De Tribune, het dagblad van de CPN, werd gedrukt.
Via Ivens en door zijn activiteiten voor de VVVC raakte Kolthoff betrokken bij de oprichting in 1931 van de Vereeniging van Arbeiders-Fotografen, een groep geëngageerde kunstenaars en anderen die zich ten doel stelden foto's te maken die de strijd tegen het kapitalisme en de uitwassen daarvan zouden ondersteunen. In 1931 was hij mede-oprichter van de Amsterdamse afdeling. Kolthoff fotografeerde onder andere de Jordaan-opstand en in 1933 organiseerde hij een Internationaal Congres van de Arbeidersfotografie in de Rai, na afloop van het internationale Wereldstrijdcongres tegen den Oorlog. Terwijl van de meeste arfots (arbeider-fotografen) geen of weinig foto's of negatieven bewaard zijn gebleven, zijn de negatieven van Kolthoff grotendeels bewaard gebleven, hoewel ook hij een deel van zijn archief in de oorlog vernietigde.
Toen Ivens in 1933 naar het buitenland vertrok, richtte Kolthoff zich weer meer op de schilderkunst en werd hij opnieuw actief bij De Onafhankelijken.
Foto's van Kolthoff werden onder andere gepubliceerd in de serie fotoboeken De schoonheid van ons land.
In 1937 nam hij deel aan de tentoonstelling foto '37 in het Stedelijk Museum in Amsterdam.

### Na de oorlog
Tijdens de oorlog moest Kolthoff onderduiken in Den Haag en kwam zijn carrière tot stilstand. Vanaf 1940 fotografeerde hij niet meer, na de oorlog pakte hij de schilderkunst weer op. Een van de eerste tentoonstellingen die na de oorlog plaatsvonden, werd in 1945 mede door hem georganiseerd: Kunst in Vrijheid. Hier werden alleen werken tentoongesteld van kunstenaars die in de oorlog de Kultuurkamer hadden afgewezen.
In 1948 wordt Kolthoff door koningin Wilhelmina gevraagd een jury samen te stellen voor de opnieuw in te stellen Koninklijke Subsidie. Kolthoff bekleedde van 1947 tot 1966 de functie van secretaris en was later voorzitter van deze jury.

### Docent
Op verzoek van Mart Stam aanvaardde Kolthoff in 1946 een docentschap bij de Opleiding tot Tekenleraren aan het Instituut voor Kunstnijverheidsonderwijs te Amsterdam, later de Rietveld Academie). Hij zou tot zijn pensioen in 1967 les blijven geven.
Op 25 februari 1993 overleed Kolthoff in het Rosa Spierhuis in Laren.

## Archief en collectie
Het archief van Kolthoff bevindt zich in het Stadsarchief Amsterdam.
Foto's van het gezin Kolthoff gemaakt door Hans Wolf bevinden zich in de collectie van het Nederlands Fotomuseum.